# Nicotiana arentsii
Nicotiana arentsii ist eine Pflanzenart aus der Gattung Tabak (Nicotiana).

## Merkmale
Nicotiana arentsii ist eine kräftige einjährige oder kurzlebig mehrjährige Pflanze. Sie bildet eine aufrechte Sprossachse, von der mehrere starre, aufsteigende Äste ausgehen. An jugendlichen Pflanzen ist die Sprossachse oftmals rötlich-violett und mit auffälligen, schwachen, kurzen, silbrigen Trichomen besetzt. Im Alter verkahlt die Sprossachse und wird dünn korkig und verholzt innen.
Die abstehenden Laubblätter sind fein bis auffällig filzig behaart, rund-eiförmig oder nahezu herzförmig, nach vorn hin spitz oder spitz zulaufend. Die Blattspreiten erreichen eine Länge von 10 bis 25 cm, die Blattstiele sind weniger als halb so lang.
Die rispenförmigen Blütenstände sind im unteren Teil von reduzierten Laubblättern, im oberen Teil von lanzettlichen Tragblättern begleitet. Die gut ausgeprägte Rhachis verzweigt sich mehrfach. Die Blütenstiele sind 2 bis 6 mm lang. Der Kelch ist 10 bis 14 cm lang und behaart, breit zylindrisch oder beinahe glockenförmig. Die Kelchlappen sind ungleich breit dreieckig-eiförmig geformt und kürzer als die Kelchröhre. Die Krone bis zum Kronsaum 16 bis 20 mm lang und leicht unsymmetrisch. An eine 4 bis 5 mm lange und 3 mm breite Kronröhre schließt ein etwa dreimal so lang und 2,5-mal so breiter Kronschlund an, der umgekehrt konisch bis keulenförmig ist. Der Kronsaum ist 5 bis 9 mm breit und mit breiten, leicht zugespitzten bis spitz zulaufenden Zipfeln besetzt. Die Kronröhre und der Kronschlund sind blass grün-gelb gefärbt und mit kurzen weißlichen Trichomen besetzt, der Kronsaum ist dreckig strohfarben und auf der Außenseite behaart. Eines der fünf Staubblätter ist s-förmig gebogen, kürzer und weniger behaart als die restlichen vier.
Die Frucht ist eine elliptisch-eiförmige Kapsel, an der die großen Kelchlappen glatt oder nahezu glatt stehen. Die Samen sind breit elliptisch, 0,6 bis 0,8 mm lang und dunkelbraun.
Die Chromosomenzahl beträgt 2n = 48.

## Vorkommen
Die Art ist in Peru und Bolivien beheimatet.

## Systematik und Etymologie
Die Art wird innerhalb der Gattung Nicotiana in die Sektion Undulatae eingeordnet. Die Art ist allotetraploid aus Nicotiana undulata entstanden.
Das Artepitheton ehrt George Arents.